# Claudia Salas
Claudia Calvo Salas (Madrid, 23 de julho de 1994) é uma atriz espanhola, mais conhecida pela sua personagem Rebeka Bormujo Ávalos na série de televisão espanhola Élite, da plataforma de streaming Netflix.

## Biografia

### Primeiros anos
Claudia nasceu em Vallecas, Madrid, em 23 de julho de 1994. Estudou teatro na escola Arte 4 em Madrid. Trabalhou em peças como El sueño de una noche de verano ou La importancia de llamarse Ernesto.

## Carreira
Ela começou sua carreira como atriz na série de televisão espanhola Seis hermanas. Posteriormente participa das séries Centro Médico e Playfriends. Em janeiro de 2019, foi anunciada como uma nova membro do elenco na segunda temporada da série de televisão Élite, da Netflix, como parte do elenco principal. Na série, ela interpreta sua primeira personagem de grande relevância, Rebeka Bormujo Ávalos, uma adolescente rica e de personalidade forte. Nesse mesmo ano, participou da série La plague, do Movistar+, como Escalante. Por seu papel na série, ele recebeu uma indicação no Prêmio União de Atores e Atrizes como atriz de destaque na televisão.

## Filmografia

### Televisão
| Ano       | Título                                     | Personagem              |                                                     |
| --------- | ------------------------------------------ | ----------------------- | --------------------------------------------------- |
| 2015      | Seis hermanas                              | Sem informação          | (1ª temporada)                                      |
| 2015      | Centro Médico                              | Sem informação          | 1 episódio                                          |
| 2018      | Playfriends                                | Artista                 | 12 episódios                                        |
| 2019      | La peste                                   | Escalante               | 6 episódios (2ª temporada)                          |
| 2019–2022 | Élite                                      | Rebeka Parrilla López   | Personagem principal: 32 episódios (temporadas 2-5) |
| 2021      | Élite: historias breves: Guzmán Caye Rebe  | Rebeka Parrilla López   | Personagem principal: 3 episódios                   |
| 2021      | Élite: historias breves: Omar Ander Alexis | Rebeka Parrilla López   | Personagem principal: 1 episódio                    |
| 2022      | La ruta                                    | Antonia Mochales "Toni" | 8 episódios                                         |
| 2023      | Las pelotaris 1926                         | Idoia                   |                                                     |

### Cinema
| Ano  | Título    | Personagem      |
| ---- | --------- | --------------- |
| 2022 | Porquinha | Macarena "Maca" |